# Himachalia indiana
Himachalia indiana là một loài bướm đêm trong họ Noctuidae.